# Edgar Lewis
Pour les articles homonymes, voir Lewis.
Edgar Lewis (né le 22 juin 1875 à Holden, Missouri et mort le 21 mai 1938 à Los Angeles) est un acteur, réalisateur, scénariste et producteur de cinéma américain.

## Biographie
Edgar Lewis commence sa carrière comme acteur de théâtre et s'est lancé dans le cinéma au début des années 1910, d'abord comme acteur puis comme réalisateur, notamment pour des films d'aventure et des westerns.
Sa carrière s'arrête avec l'avènement du parlant.

## Filmographie

### Comme producteur
- 1919 : Love and the Law
- 1919 : Calibre 38
- 1920 : A Beggar in Purple
- 1920 : Other Men's Shoes
- 1921 : The Sage Hen

### Comme réalisateur
- 1914 : The Littlest Rebel
- 1914 : Northern Lights
- 1914 : Captain Swift
- 1914 : The Thief
- 1915 : The Nigger
- 1915 : The Great Divide
- 1915 : Samson
- 1915 : A Gilded Fool (en)
- 1915 : A Gilded Fool
- 1915 : The Plunderer
- 1916 : The Flames of Johannis
- 1916 : Light at Dusk
- 1916 : Souls in Bondage
- 1916 : Those Who Toil
- 1916 : The Bondman
- 1917 : The Bar Sinister
- 1917 : The Barrier
- 1918 : The Sign Invisible
- 1919 : Love and the Law
- 1919 : Calibre 38
- 1920 : A Beggar in Purple
- 1920 : Lahoma
- 1920 : Sherry
- 1920 : Other Men's Shoes
- 1921 : The Sage Hen
- 1922 : Strength of the Pines
- 1923 : You Are Guilty
- 1924 : The Right of the Strongest
- 1925 : Red Love
- 1927 : One Glorious Scrap
- 1928 : Arizona Cyclone
- 1928 : The Fearless Rider
- 1928 : The Gun Runner
- 1928 : Life's Crossroads
- 1928 : A Made-to-Order Hero
- 1928 : Put 'Em Up
- 1928 : Stormy Waters
- 1929 : Unmasked
- 1930 : Ladies in Love
- 1930 : Love at First Sight

### Comme scénariste
- 1914 : The Thief
- 1915 : The Nigger
- 1915 : A Gilded Fool
- 1916 : The Bondman

### Comme acteur
- 1918 : Cœurs ennemis (Wives of Men) de John M. Stahl
- 1921 : The Sage Hen
- 1932 : Texas Gun Fighter
- 1932 : Madame Racketeer de Alexander Hall et Harry Wagstaff Gribble : le directeur de la banque
- 1932 : Human Targets
- 1935 : Clive of India
- 1935 : Law Beyond the Range